# Восток (Самарська область)
Восток (рос. Восток) — залізничний роз'їзд в Безенчуцькому районі Самарської області Російської Федерації.
Населення становить 8 осіб. Входить до складу муніципального утворення міське поселення Безенчук.

## Історія
Населений пункт розташований у межах українського етнічного та культурного краю Жовтий Клин.
Від 2005 року входило до складу муніципального утворення міське поселення Безенчук.

## Населення
| 2010 | 2012 | 2013 | 2014 | 2015 | 2016 |
| ---- | ---- | ---- | ---- | ---- | ---- |
| 13   | →13  | →13  | →13  | ↘8   | →8   |